# 中川健吉
中川 健吉（なかがわ けんきち、1919年（大正8年）3月30日 - 2004年（平成16年）2月1日）は、日本の政治家。浦和市長（第14代 – 第17代）。浦和町（現さいたま市）出身。

## 生涯
自由民主党衆議院議員松永光の支援を受け、1975年に浦和市長に当選し、その後4期16年の長期に渡って市政を行った。5期目を目論んだ1991年の浦和市長選挙で、中川の前の市長であった相川曹司の息子、相川宗一に敗れ、政界を引退。1991年、勲三等旭日中綬章受章。2004年にさいたま市南区南本町の自宅で84歳で病死。
生前の平成11年（1999年）に浦和市名誉市民として推挙され、さいたま市設置後はさいたま市名誉市民として自動的に顕彰された。

## 著作
- 続わが街浦和と五十年